# Letitia de Jong
Johanna Letitia de Jong (Feanwâlden, 5 marzo 1993) è una pattinatrice di velocità su ghiaccio olandese.

## Palmarès

### Mondiali distanza singola
- 2 medaglie:
  - 2 ori (sprint a squadre a Inzell 2019; sprint a squadre a Salt Lake City 2020).

### Europei
- 2 medaglie:
  - 2 argenti (sprint a squadre a Kolomna 2018; sprint a squadre a Heerenven 2020).

### Coppa del Mondo
- Miglior piazzamento nella Coppa del Mondo 1500 m: 4ª nel 2020.
- Miglior piazzamento nella Coppa del Mondo lunghe distanze: 4ª nel 2017.
- Miglior piazzamento nella Coppa del Mondo mass start: 5ª nel 2020.
- 4 podi (2 individuali, 2 a squadre):
  - 2 secondi posti (tutti a squadre);
  - 2 terzi posti (tutti individuali).